# Embraer EMB 312 Tucano
Embraer EMB 312 Tucano — легкий двомісний турбогвинтовий навчально-бойовий літак та штурмовик виробництва бразильської компанії Embraer. Літак має низькопланову конфігурацію крила і призначений для базової підготовки пілотів, а також для виконання завдань з контрповстанських операцій. 
Розробка літака почалася в 1978 році за підтримки Військово-повітряних сил Бразилії. Проєктування та розробка розпочалися в 1979 році з метою створення недорогого, відносно простого нового базового навчального літака з інноваційними особливостями, які зрештою стали міжнародним стандартом для базових навчальних літаків. Прототип EMB 312 Tucano піднявся в повітря в 1980 році. Серійне виробництво розпочалося в 1983 році, а з 1984 року літак активно експортується на міжнародні ринки.
Загалом було вироблено 664 одиниці Tucano, з яких 504 виготовлені Embraer і 160 — британською компанією Short Brothers за ліцензією. Літак експлуатується в 16 військово-повітряних силах на п'яти континентах, завоювавши популярність завдяки своїм інноваційним особливостям та надійності.

## Варіанти
EMB-312Базова модель.
T-27Двомісний основний навчально-тренувальний літак ВПС Бразилії.
AT-27Двомісний легкий штурмовик ВПС Бразилії.
EMB-312F80 машин з французької авіонікою, закуплених Францією.
Short Tucano130 машин для ВПС Великої Британії, 12 для ВПС Кенії і 16 для ВПС Кувейту з більш потужним двигуном і авіонікою на замовлення.
EMB-312Hпрототип спільної розробки Northrop і Embraer для ВПС США.

## Застосування
Tucano застосовувався ВПС Перу в збройному конфлікті з Еквадором на річці Сенепі в 1995 році.

## Оператори

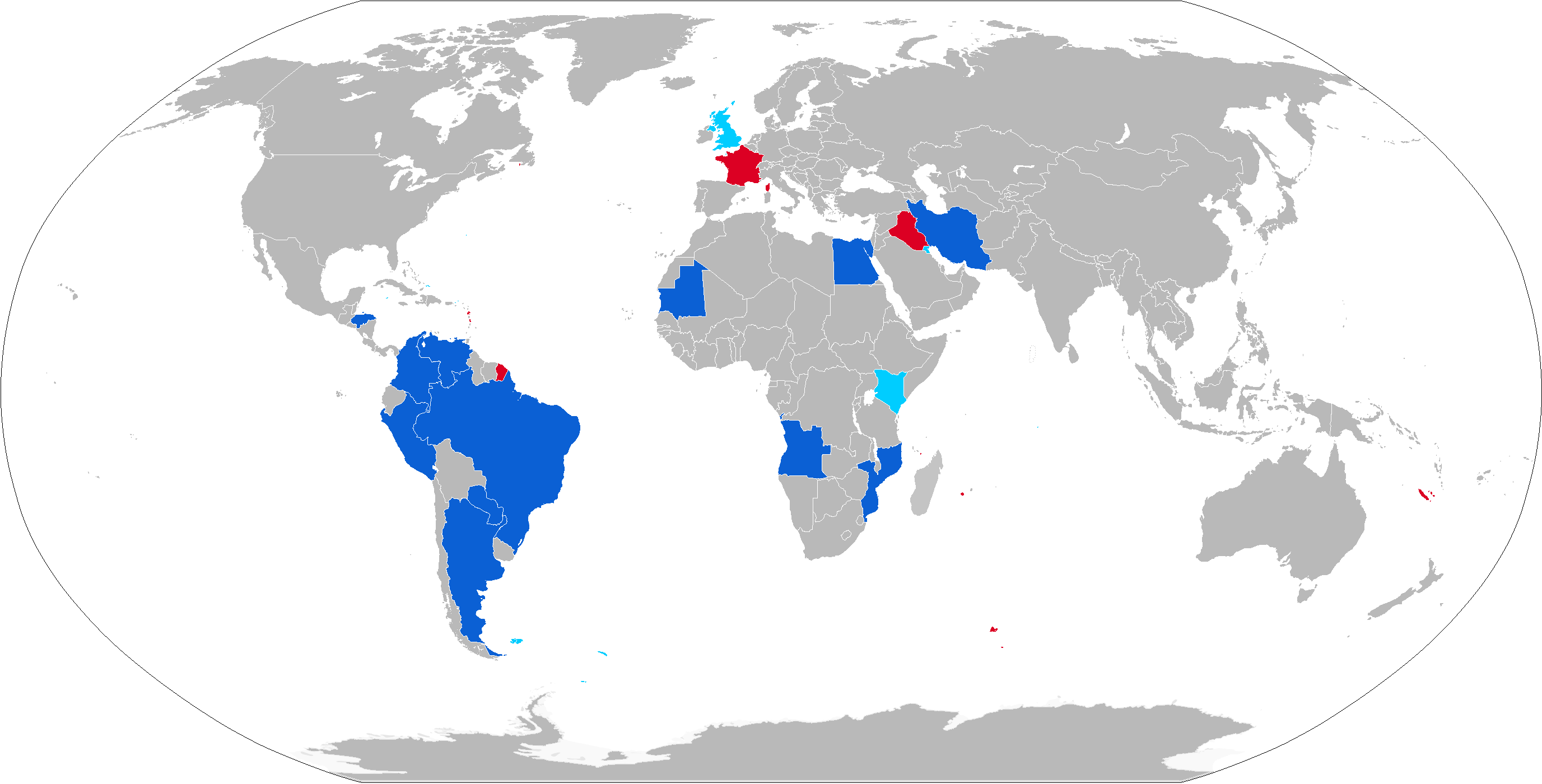
Оператори EMB-312 Tucano (колишні оператори позначені червоним кольором)

Джерело: World Air Forces, 2016

### Перебуває на озброєнні
Ангола
- Національні повітряні сили Анголи – 13 EMB-312.

 Аргентина
- Повітряні сили Аргентини – 14 EMB-312.

 Бразилія
- Повітряні сили Бразилії – 104 EMB-312.

 Колумбія
- Повітряні сили Колумбії – 14 EMB-312.

 Єгипет
- Повітряні сили Єгипту – 54 EMB-312.

 Гондурас
- Повітряні сили Гондурасу – 3 EMB-312.

 Іран
- Повітряні сили Ірану – 15 EMB-312.

 Мавританія
- Збройні сили Мавританії – 5 EMB-312F. [4]

 Парагвай
- Повітряні сили Парагваю – 6 EMB-312.

 Перу
- Повітряні сили Перу – 17 EMB-312.

 Венесуела
- Повітряні сили Венесуели – 19 EMB-312.

### Перебував на озброєнні
Франція
- Повітряні сили Франції — 48 EMB-312F були списані до 2009 року[5]

 Ірак
- Повітряні сили Іраку – Було закуплено 80 одиниць, які були або знищені під час військових дій або списані через зношеність до грудня 2011 року[3]

## Специфікації
Джерело: Air International, Vol. 26, Issue 6, and armament data from Air International, Vol. 24, Issue 1.
Основні характеристики
- Екіпаж: 2
- Довжина: 9,86 м
- Висота: 3,4 м
- Розмах крила: 11,14 м

- Площа крила: 19,4 м²
- Маса порожнього: 1 810 кг
- Максимальна злітна маса: 3 175 кг

Льотні характеристики
- Крейсерська швидкість: 347 км/год
- Перегінна дальність: 1 916 км

Озброєння
- Стрілецько-гарматне: ** вбудовані: 1 х 12,7-мм кулемет
- Точки підвіски: 4
- Бойове навантаження: 1000 кг
- Бомби: вільнопадаючі і коректовані